# Shot Tower (métro de Baltimore)
Shot Tower est une station de métro américaine à Baltimore, dans le Maryland. Située le long de la seule ligne du métro de Baltimore entre Charles Center et Johns Hopkins Hospital, elle a été mise en service en mai 1995 sous le nom de Shot Tower/Market Place, conservé jusqu'en 2017.